# Voz del Líbano
Voz del Líbano (en árabe: صوت لبنان - Sawt Lebnan; en francés, Voix du Liban - VDL) es una estación de radio privada proveniente del Líbano, administrada por el Partido Falanges Libanesas (Kataeb) desde su fundación en 1958. Su director es Assaad Maroun, y su redactor en jefe Charbel Maroun.

## Historia
La Voz del Líbano fue establecida por el Partido Falangista durante la Crisis de 1958, fundada por Joseph Abu Khalil. Transmitió por unos pocos meses, dejando de hacerlo tras el final de la crisis, la salida de Camille Chamoun de la presidencia, y la llegada de Fouad Chehab.

### Guerra civil libanesa
En 1975, a comienzos de la guerra civil libanesa, la radio vuelve a operar, de nuevo administrada por el Kataeb, con ayuda de Ibrahim El Khoury, Joseph Hachem y Elie Saliby, inicialmente a través de onda media y después FM. Durante dicho conflicto, en 1978, surge la Radio Líbano Libre (إذاعة لبنان الحرّ), una estación clandestina fundada por el líder falangista Bashir Gemayel, basada en el Monasterio de San Pablo y San Pedro en Azra, Keserwan, transmitiendo discursos más radicales en cuanto a la presencia de tropas sirias y milicias palestinas en el Líbano y música patriótica.
Tras la finalización del conflicto entre 1990 y 1991, y en vista de que había cientos de canales de televisión y estaciones de radio —varias de ellas establecidas para fines propagandísticos de diferentes partidos políticos— durante el conflicto sin licencia ni control alguno, se aprobó la Ley de Medios Audiovisuales de 1994, que regulaba a estas instituciones.

## Disputa legal
Conforme a la Ley de Medios Audiovisuales, la licencia del VDL fue dada a la compañía Société Moderne d’Information S.A.L., controlada por los hijos de Simon el Khazen, exvicepresidente del partido Falangista en la frecuencia 93.3 FM, lo que causó una disputa inmediata con el partido Falanges Libanesas. La Société Moderne d'Information administraba la radio en el momento de esta situación. Esto generó que surgieran dos estaciones de radio con el mismo nombre.

### Las dos estaciones
Para el 1 de diciembre de 2010, había dos estaciones de radio llamadas de la misma forma.

#### Voz del Líbano 1
- Administración: Partido Falanges Libanesas a través de la Société Nouvelle d'Information S.A.L.
- Frecuencias: 100.3 MHz y 100.5 MHz
- Sede: Achrafieh, Beirut
- Lema: "La voz de la libertad y la dignidad" (صوت الحرية والكرامة)

#### Voz del Líbano 2
Administración: Independiente, Société Moderne d'Information S.A.L.
Frecuencias: 93.3 MHz, con alternativas 91.3 MHz, o 93.6 MHz
Sede: Dbayeh, Distrito del Matn

### Renombramiento
La estación independiente, controlada por la Société Moderne d'Information en la frecuencia 93.3 FM, perdió la batalla legal por el nombre "Voz del Líbano" (صوت لبنان - Sawt Lebnan) en 2020, y decidió cambiar su nombre a Voz de Todo el Líbano (صوت كل لبنان - Sawt kul Lebnan) para diferenciarse de la estación Falangista, la cual mantuvo el nombre y obtuvo la licencia.
El nuevo nombre siguió siendo controversial por su similitud con "Voz del Líbano". El partido Falanges ha intentado conseguir que la estación de radio sea renombrada con algo más único.